# スリム・ボルグッド
カール・エドワード・トミー・"スリム"・ボルグッド（Karl Edward Tommy "Slim" Borgudd, 1946年11月25日 - 2023年2月23日）は、スウェーデン出身のミュージシャン、元レーシングドライバーである。1981年から2シーズン、F1世界選手権に参戦した。

## 経歴
ボルグッドは、カルマル県ボリホルムに生まれた。
ボルグッドの初期のキャリアはミュージシャンとしてのもので、主にジャズ・ロック・バンドでドラマーを務めた。著名なバンドでは、メイド・イン・スウェーデン（Made In Sweden）、ソーラー・プレクサス（Solar Plexus）に参加した。また、ABBAの初期の数曲でドラムを担当した。ビョルン・ウルヴァースとは、ABBA以前にもフーテナニー・シンガーズ（Hootenanny Singers）でともに活動した。
ボルグッドは1960年代中盤にロータスのフォーミュラ・フォードでレース活動を開始した。ボルグッドのレース活動が本格的になるのは1972年のことで、このシーズンはクラブイベントのスポーツカーレースで5勝を挙げた。ボルグッドは1972年から1975年までスウェーデンツーリングカー選手権に参戦し、ヒルマン・インプとボルボ・122をドライブした。1972年は同選手権で2位となった。ボルグッドは並行して参戦した同年のスカンジナビアン・フォーミュラ・フォードでも2位となり、翌1973年には同選手権でタイトルを獲得した。
1976年、ボルグッドはF3にステップアップしたが、1977年までは散発的な参戦にとどまった。1978年にボルグッドは自らのチームを立ち上げ、スウェーデンの国内シリーズとヨーロッパシリーズにトヨタ・2TGエンジン搭載のラルトでフル参戦を果たした。ボルグッドは1979年にスウェーデンシリーズのチャンピオンを獲得し、ヨーロッパシリーズでは選手権3位を獲得した。1980年、F2へのステップアップに失敗したボルグッドはモナコグランプリ前座のF3レースに参戦した。このレースでは3位まで順位を上げるも、ボディワークが緩み、ボルグッドはボディを片手で押さえながらレースをフィニッシュした。

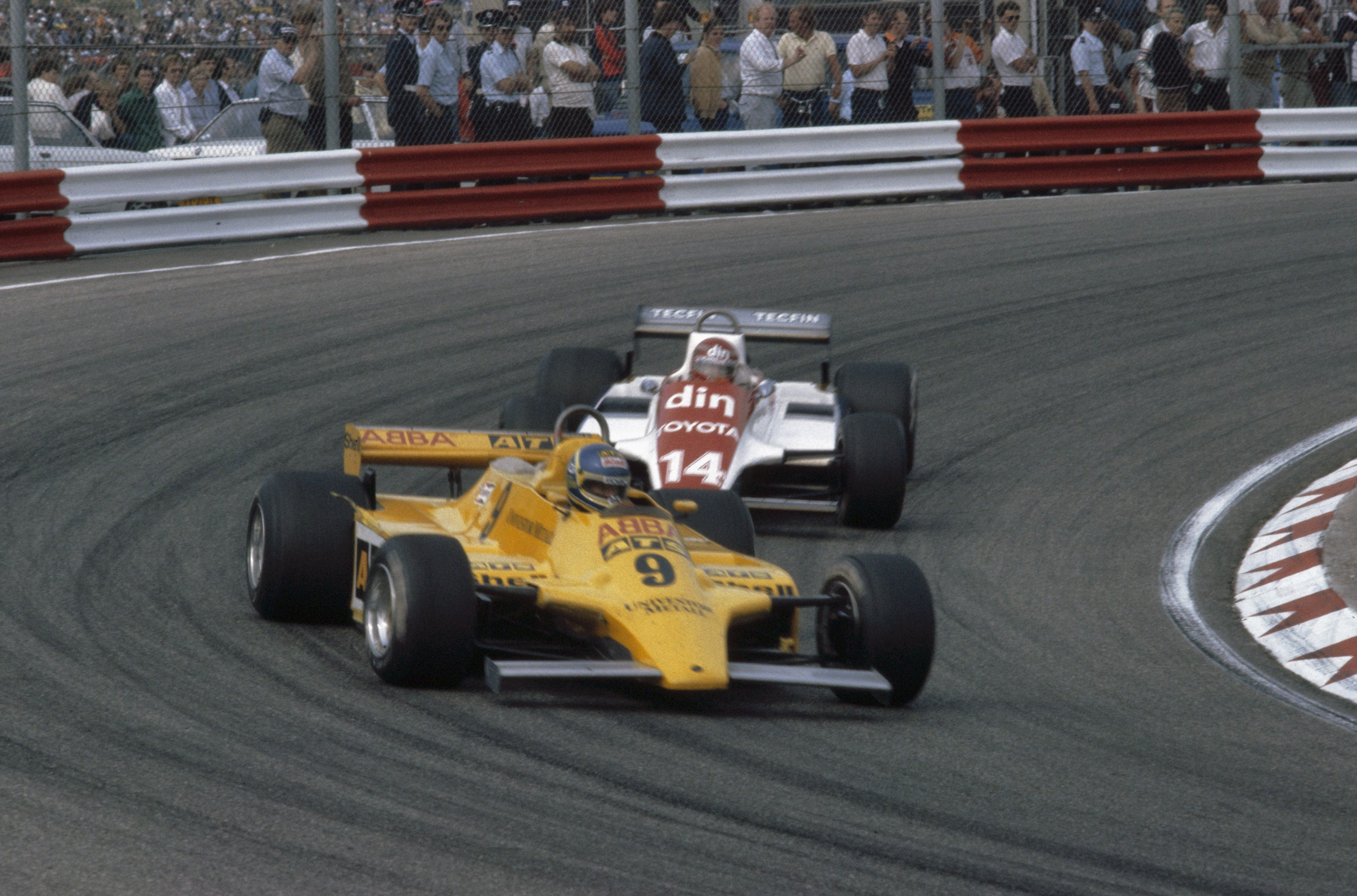
1981年オランダグランプリにて（後方はエリセオ・サラザール）

1981年、34歳のボルグッドはついにF1デビューを果たした。サンマリノGPでドイツのATSから参戦したボルグッドのマシンには、ABBAのロゴがサイドポッドに貼られていた（ロゴのみでスポンサー料は無かった）。しかしこれは優良なスポンサーであり、他の出資者の魅力となった。ボルグッドは予選落ちを続けたが、1981年イギリスグランプリでは上位のリタイヤにも助けられ6位・1ポイントを獲得した。以後も奮戦を続けたが、それ以上のポイントを獲得することはできなかった。
1982年、ボルグッドはケン・ティレルと契約し、ミケーレ・アルボレートのチームメイトになった。しかし、第3戦で自身が持ち込んだスポンサーマネーが底をつくと、チームはF2チャンピオンであるブライアン・ヘントンの起用を決め、ボルグッドはシートを失った。
1983年から1985年まで、ボルグッドは散発的にレース活動を行い、1985年にはマカオグランプリに参戦した。1987年にはル・マン24時間レースに参戦し、1989年にはイギリスツーリングカー選手権、ウィルハイア24時間レースでフォード・シエラをドライブして勝利を挙げた。
ボルグッドは1986年からトラックレースで名をなした。同年のヨーロッパ・トラックレーシング選手権のディビジョン2クラスでシリーズチャンピオンを獲得し、翌1987年にはディビジョン3クラスのチャンピオンを獲得した。1992年にはクラスが改められた同シリーズで、クラスBの3位となった。
1993年、マツダのワークス・チームと契約してフルタイムのレーシングドライバーとして復帰。クセドス6をドライブして英国ツーリングカー選手権（BTCC）に参戦したが、好成績を残すことはできなかった。翌1994年も同じマシンでノルディック・ツーリングカー選手権に参戦し、ここではチャンピオンを獲得した。マツダは翌1995年にBTCCへ復帰する計画を立てたが、その計画は頓挫した。
1994年、ボルグッドはトラックレーシング選手権の第一線に戻り、シーズンを通じてタイトルを争ったが、イギリス人のスティーブ・パリッシュ(元WGP500レーサー)に敗れた。1995年は、パリッシュとマークス・エストライヒに大差をつけてタイトルを獲得した。1996年と1997年の選手権では5位と4位に留まると、他のドライバーを優遇しているとメルセデス・ベンツを非難し現役からの引退を発表した。以後、ボルグッドはアマチュアレベルのレースに散発的に参戦した。

## レース戦績

### ヨーロッパ・フォーミュラ3選手権
| 年     | チーム                         | シャシー                | エンジン     | タイヤ | 1       | 2      | 3       | 4       | 5       | 6     | 7     | 8   | 9       | 10      | 11      | 12     | 13    | 14     | 15      | 16     | 順位 | ポイント |
| ------ | ------------------------------ | ----------------------- | ------------ | ------ | ------- | ------ | ------- | ------- | ------- | ----- | ----- | --- | ------- | ------- | ------- | ------ | ----- | ------ | ------- | ------ | ---- | -------- |
| 1976年 | Rotel Racing                   | Viking TH1A             | トヨタ・2T-G |        |         | ZAN 26 | MAN Ret | AVU DNQ | PER     | MNZ   | CET   | KAS |         |         |         |        |       |        |         |        | NC   | 0        |
| 1976年 | テキサコレーシング・デンマーク | ヴァンディーメン・VG376 | トヨタ・2T-G |        | NÜR 9   |        |         |         |         |       |       |     | KNU 14  | VLL     |         |        |       |        |         |        | NC   | 0        |
| 1977年 | スリム・ボルグッド             | ラルト・RT1             | トヨタ・2T-G |        | LEC     | NÜR    | ZAN     | ZOL     | ÖST     | IMO   | PER   | MNZ | CET DNQ | KNU Ret | KAS DNQ | DON 17 | JAR 7 | VLL    |         |        | NC   | 0        |
| 1978年 | ストライクアップ・レーシング   | ラルト・RT1             | トヨタ・2T-G | G      | ZAN 7   | NÜR 27 | ÖST 17  | ZOL DNQ | IMO Ret | NÜR 8 | DIJ 9 | MNZ | PER     | MAG     | KNU 3   | KAR 5  | DON 7 | KAS 16 | JAR DNS | VLL 11 | 13位 | 6        |
| 1979年 | ストライクテン・レーシング     | ラルト・RT1             | トヨタ・2T-G | G      | VLL Ret | ÖST 4  | ZOL 6   | MAG 4   | DON 12  | ZAN 4 | PER   | MNZ | KNU 8   | KIN 3   | JAR DNS | KAS 2  |       |        |         |        | 3位  | 23       |

### F1
| 年     | 所属チーム | シャシー | エンジン       | タイヤ | 1      | 2     | 3      | 4      | 5       | 6        | 7       | 8       | 9     | 10      | 11      | 12     | 13      | 14      | 15      | 16  | WDC       | ポイント |
| ------ | ---------- | -------- | -------------- | ------ | ------ | ----- | ------ | ------ | ------- | -------- | ------- | ------- | ----- | ------- | ------- | ------ | ------- | ------- | ------- | --- | --------- | -------- |
| 1981年 | ATS        | D4       | フォードDFV V8 | M      | USW    | BRA   | ARG    | SMR 13 |         | MON DNPQ |         |         |       |         |         |        |         |         |         |     | 20位      | 1        |
| 1981年 | ATS        | HGS1     | フォードDFV V8 | M A    |        |       |        |        | BEL DNQ |          | ESP DNQ | FRA DNQ | GBR 6 | GER Ret | AUT Ret | NED 10 | ITA Ret | CAN Ret | CPL DNQ |     | 20位      | 1        |
| 1982年 | ティレル   | 011      | フォードDFV V8 | G      | RSA 16 | BRA 7 | USW 10 | SMR    | BEL     | MON      | DET     | CAN     | NED   | GBR     | FRA     | GER    | AUT     | SUI     | ITA     | CPL | NC (20位) | 0        |

- 1981年は第8戦よりエイヴォン製タイヤに変更。

(key)

### 国際F3000選手権
| 年     | エントラント                 | シャシー     | エンジン       | 1   | 2       | 3   | 4     | 5      | 6   | 7       | 8   | 9   | 10  | 11  | 12      | 順位 | ポイント |
| ------ | ---------------------------- | ------------ | -------------- | --- | ------- | --- | ----- | ------ | --- | ------- | --- | --- | --- | --- | ------- | ---- | -------- |
| 1985年 | ロジャー・カウマンレーシング | アロウズ・A6 | コスワース DFV | SIL | THR DNQ | EST | NÜR C | VLL 10 | PAU | SPA Ret | DIJ | PER | ÖST | ZAN | DON Ret | NC   | 0        |

### ル・マン24時間レース
| 年     | チーム                  | コ・ドライバー                                    | 使用車両      | クラス | 周回 | 総合順位 | クラス順位 |
| ------ | ----------------------- | ------------------------------------------------- | ------------- | ------ | ---- | -------- | ---------- |
| 1987年 | CEE スポーツ レーシング | トリッゲ・グレンヴァル アンドリュー・ラットクリフ | タイガ・GC286 | C2     | -    | DNQ      | DNQ        |

## 参照
- Slim Borgudd's biography at F1 Rejects

| タイトル                    | タイトル                        | タイトル                      |
| --------------------------- | ------------------------------- | ----------------------------- |
| 先代 アンデルス・オロフソン | スウェーデンF3チャンピオン 1979 | 次代 トルビョルン・カールソン |